# 東京力車
東京力車（とうきょうりきしゃ、英語: Tokyo-rickshaw）は、日本の男性ヴォーカルグループ。東京・浅草にて、人力車をひっぱる現役俥夫ユニットである。
第1期メンバーは全員卒業し、2018年5月に新体制として活動をスタート。2020年8月に徳間ジャパンからテイチクレコードの移籍＆メジャー第2弾シングルの発売を発表。また、同グループが所属する人力車観光案内業者の屋号のひとつ。

## メンバー
石橋 拓也（いしばし たくや、1992年5月15日 - ）
静岡県出身。
ライブでの呼び名は「ばっしー」。イメージカラーは青。
東京力車のリーダー。
東京力車公式YouTubeチャンネルでは様々なアーティストの歌をカバーし、トータル再生回数120万回を超える。
白上 一成（しらがみ かずなり、1994年3月29日 - ）
滋賀県出身。
ライブでの呼び名は「かず」。イメージカラーは緑。
東京力車の癒し担当。メンバー内でNo.1の歌唱力を誇る。
色黒のため「浅草のかりんとう」とも呼ばれている。
お笑いコンビ・トレンディエンジェルの斎藤司とGENKINGがタッグを組んだ斎藤GENKIの「なんかやろう！」企画の『メンバー全員がボーカル！超カリスマ・ボーイズグループ・オーディション』にも参加経験がある。アーティストの夢を目指し人力車をひっぱっていた中、東京力車新体制オーディションに参加しメンバーとなる。
田井 裕一（たい ゆういち、1994年1月6日 - ）
兵庫県出身。
ライブでの呼び名は「たいちゃん」。イメージカラーはピンク。
東京力車のしっかり者担当。
CX系「あいのりAsian Journey」に前職のウエディングプランナー時代に“ウエディング”としてラブワゴンの旅に参加。

## 旧メンバー
田村 祐樹（）在籍期間:2015年11月25日-2016年6月10日
押木 宏太（）在籍期間:2015年11月25日-2016年6月10日
関根 真世（）在籍期間:2015年11月25日-2017年2月8日
大井 達也（）在籍期間:2015年11月25日-2017年2月8日
髙野 剛志（）在籍期間:2017年1月14日-2018年2月15日
玉置 雄也（）在籍期間:2017年1月14日-2018年8月21日
山田 和則（）在籍期間:2019年-2020年8月10日
渡邉 善央（）在籍期間:2017年4月1日-2022年10月1日

## 来歴
2015年11月25日
「俥気“おとこぎ”/我ありて我思う」 両A面シングルにてテイチクエンタテインメント内のインペリアルレコードよりメジャーデビュー。
デビュー日には、東京・浅草神社にてヒット祈願をおこない、30社以上のメディアから取材をうける。
収録曲すべてのアレンジを藤谷一郎が担当。「我ありて我思う」「生きてわかることがある」の2曲の作詞に松井五郎を起用している。
2016年2月
美川憲一の下町“浅草”の“吾妻橋”を舞台にした「吾妻橋で待つ女」新曲イベントに参加。
東京・モリタウン昭島/茨城・イオンモール土浦/東京・浅草まるごとにっぽんにて歌唱。
2016年4月25日
写真集『浅草 人力車男子』（辰巳出版）発売。
関根真世が写真集の表紙に抜擢。
2016年6月10日
田村祐樹、押木宏太がユニットから卒業。
ディップ株式会社が運営する「バイトル」と共同にて新メンバー追加オーディション開催を発表。
2016年7月25日
配信限定シングル『RUN!』リリース。作詞・作曲共にHironori（テレビ朝日ミュージック）が担当。
東京力車の俥夫仲間、2016年9 月5日より“人力車世界一周の旅”に挑戦する「鈴木悠司」を励ますための公式応援歌。
ミュージックビデオには女子レスリング浜口京子が出演。
2016年9月4日
浅草まるごとにっぽんにて開催された「世界一周人力車の旅～出発式～」イベントに参加。
東京力車の俥夫仲間・鈴木悠司のための公式応援歌「RUN!」を歌唱。イベントには女子レスリング浜口京子が駆けつけた。
2017年1月14日
東京・下北沢ReGにて【バイトル×東京力車】 新メンバーオーディション～メンバー決定イベント～を開催
全国128名から最終審査に残った5名の中からメンバーを決定するはずだったが、現メンバーへの追加は行わず、
新プロジェクトメンバーとして石橋拓也、髙野剛志、玉置雄也の3名が新ユニットとして合格となる。
そして、新プロジェクトメンバーオーディションの開催も発表。
2017年2月8日
関根真世、大井達也がユニットから卒業。
配信シングル『RUN!』5000DLできなかったら丸坊主と発表していたが、本人達の強い希望でユニットからの卒業。
2017年4月1日
渡邉善央が新プロジェクトメンバーとなる。
毎年25万以上来場するフランス・パリで開催されるヨーロッパ最大の日本文化イベント“Japan Expo”、イギリス・ロンドンで開催される英国最大の日本文化を紹介するイベント“HYPER JAPAN”の出演を発表。
新プロジェクトメンバーによる東京力車公式Youtubeチャンネルを年内中に2020人登録をしなければ解散という課題が発表される。
2017年7月6日-7月16日
フランス・パリで開催されたヨーロッパ最大の日本文化イベント“Japan Expo”に出演。ライブステージにて約1万人を動員。
イギリス・ロンドンで開催される英国最大の日本文化を紹介するイベント“HYPER JAPAN”に出演。ライブステージにて1,500人を動員。
2017年8月
東京力車公式Youtubeチャンネル「2020人登録への道〜Road to 2020〜」にともない、メンバー4人による東京23区を全区にて登録を呼びかける企画をスタート。
2017年12月31日
東京力車公式Youtubeチャンネル「2020人登録への道〜Road to 2020〜」目標達成。
2018年2月15日
髙野剛志がアーティスト活動における重大な規約違反により脱退。
2018年3月
新メンバーオーディションを開催。
白上一成、山田和則、田井裕一の3人がメンバーとなり、東京力車新体制にて活動を再スタート。
2018年7月5日-7月8日
フランス・パリで開催されたヨーロッパ最大の日本文化イベント“Japan Expo”に2年連続出演。ライブステージにて約1万5千人を動員。
海外ライブにて高い評価を得て、海外メディアより多数取材依頼を受ける。
2018年8月21日
東京力車“初”ワンマンライブ「〜玉置雄也卒業公演ライブ〜」を東京・浅草花やし内多目的ホール花やしき座にて開催。チケットSOLD OUT。
この日をもって、玉置雄也が卒業。そして、「Go to 2020」企画第2弾スタートとして、ポスター（CD付）を2020枚届ける企画が発表される。
2020枚を2019年3月31日までに完売できれば、メジャーデビューが決定。ポスターデビューは、同じくストリートを拠点に活動していた 一世風靡セピアがCDデビュー前にポスターデビューをした事にちなんで実施。結成当初からメンバー自身も、 一世風靡セピアの硬派なスタンスを尊敬していると公言している。
2019年1月27日-1月29日
タイ・バンコクで開催された日本文化イベント“Japan Expo THAILAND 2019”に出演。東京力車“初”アジアにてライブ。
2019年3月15日
東京力車2ndワンマンライブ「未来への道・完結」を東京・浅草花やし内多目的ホール花やしき座にて開催。
チケットSOLD OUT
「Go to 2020」企画第2弾の目標達成とメジャーシングルリリースを発表。
2019年3月31日
「Go to 2020」企画第2弾、ポスター（CD付）を3000枚完売。
2019年6月5日
新体制メジャー第2章として『唯我独尊SOUL』 を徳間ジャパンよりリリース。
リリースイベントでは、東京・浅草まるごとにっぽん にておこない、メンバーが憧れていた一世風靡セピアの哀川翔が応援に駆けつけた。
2019年7月21日
宮崎・青島こどものくにで開催される“日本一海に近いフェス「FREEDOM beach 2019 in AOSHIMA」に出演。
2019年9月21日
「イナズマロックフェス2019」風神ステージに出演。
2020年8月10日
山田和則が「東京力車配信ワンマンライブ～僕らの絆は永遠に～＜山田和則卒業公演＞」をもって東京力車を卒業。
この公演でテイチクレコードへの移籍発表と移籍1弾のリリースを発表。
2020年11月
2020年11月18日（水）両A面シングル「天下御免の伊達男 / 絆～仲間へ～」リリース（2020年11月30日付オリコン演歌歌謡ランキングで初登場1位）
2021年1月
日本テレビ系「バゲット」2021年1月エンディングテーマに東京力車「絆～仲間へ～」が決定し、お天気お兄さんとして各メンバーが日替わりでマンスリーゲストとして出演。
2021年7月
CS日テレプラスにて東京力車“初冠番組”「シャカリキ！東京力車」放送。日本の伝統文化、人力車を世界へアピールしている彼らが、パフォーマンス力を上げもっと上を目指すため、様々なことにチャレンジするリアルドキュメントバラエティ番組。
2021年8月
2021年8月18日（水）シングル「ニビイロトーキョー 〜チャンチキおけさ〜」リリース。
三波春夫×東京力車×前山田健一（ヒャダイン）による新歌謡ポップス。没後20年にあたるテイチクレコードの大先輩・三波春夫が1957年に発表した、デビュー曲にして200万枚を超える大ヒット曲「チャンチキおけさ」の一部を使用しながら、前山田健一(ヒャダイン)が新たなメロディーと詞を付加することによって原作の世界観を現代風に膨らませた一曲。
2021年8月30日付オリコン演歌歌謡ランキング1位、2週連続で演歌歌謡曲リクエストランキング1位（8月25日付）、LINE MUSIC歌謡曲・演歌ジャンルTOP100ランキングでも1位となり、オリコン、有線、LINE MUSICで計3冠を達成。
2023年2月
ふんどし着用でのパフォーマンスを積極的に行っていることから、日本ふんどし協会主催のベストフンドシストアワード2022を受賞。

## 概要
2020年東京オリンピックに向け、エンタテインメントを通して日本の伝統文化、人力車を世界へアピールするために結成。人力車を引きながらエンタテイメント活動をおこなう新しいスタイルにてTV・ラジオ・イベント等に出演し、音楽活動のほか、浅草の人力車“俥夫”達が中心となった写真集、カレンダーを発売する。

## ディスコグラフィ

### シングル
|                           | 発売日                      | タイトル                               | 規格品番               | 規格品番               | オリコン 最高位        |                        |
| 初回限定盤 （特別限定盤） | 発売日                      | タイトル                               | 通常盤                 |                        | オリコン 最高位        |                        |
| 第1期                     | 第1期                       | 第1期                                  | 第1期                  | 第1期                  | 第1期                  | 第1期                  |
| ------------------------- | --------------------------- | -------------------------------------- | ---------------------- | ---------------------- | ---------------------- | ---------------------- |
| 1st                       | 2015年11月25日              | 俥気“おとこぎ”/我ありて我思う          | TECI-3822              | TECI-383               | 圈外                   |                        |
| 配信                      | 2016年7月27日               | RUN!                                   | デジタル・ダウンロード | デジタル・ダウンロード | デジタル・ダウンロード | デジタル・ダウンロード |
| 新体制                    |                             |                                        |                        |                        |                        |                        |
| ※                         | 2018年9月9日                | 東京力車CD付ポスター「男道/RUN!」      |                        | GOTO-2020              |                        |                        |
| 1st                       | 2019年6月5日                | 唯我独尊SOUL                           | TKCA-74802             | 74位                   |                        |                        |
| 2nd                       | 2020年11月18日              | 天下御免の伊達男/絆〜仲間へ〜          | TECA-20062             | TECA-20063             | 17位                   |                        |
| 3rd                       | 2021年8月18日               | ニビイロトーキョー～チャンチキおけさ～ | TECA-21039             | TECA-21037（A）        | 13位                   |                        |
| 3rd                       | 2021年8月18日               | ニビイロトーキョー～チャンチキおけさ～ | TECA-21039             | TECA-21038（B）        | 13位                   |                        |
| 4th                       | 2022年7月20日               | Sole!～おまんた囃子～                  | TECA-22035             | TECA-22033（A）        | 5位                    |                        |
| 4th                       | 2022年7月20日               | Sole!～おまんた囃子～                  | TECA-22035             | TECA-22034（B）        | 5位                    |                        |
| 5th                       | 2023年7月19日 2024年1月17日 | 握手をしよう～世界の国からこんにちは～ |                        |                        | 4位                    |                        |

## 主な出演

### テレビジョン
- 月曜から夜ふかし（日本テレビ）（2015年11月9日）
- ノンストップ! （フジテレビ）（2015年11月26日）
- PON! （日本テレビ）（2015年11月26日）
- スッキリ!! （日本テレビ）（2015年11月27日／2019年6月6日／2022年3月29日）
- 地球マッピング ～想いをのせた巨大地上絵～（広島テレビ/BS日テレ）（2015年12月27日/2016年1月30日）
- モーニングチャージ! （テレビ東京）（2016年7月7日）
- 羽鳥慎一モーニングショー （テレビ朝日）（2016年7月19日）
- うたコン （NHK総合）（2019年6月18日）
- お昼のソングショー ひるソン！ （テレビ東京）（2019年7月17日／2022年11月2日）
- サブちゃんと歌仲間 （BSテレ東）（2019年9月28日）
- 日本の名曲 世界の名曲 人生、歌がある（BSテレ東）（2019年12月4日）
- バゲット（日本テレビ系）（2021年1月）
- 新・BS日本のうた（NHK BSプレミアム）（2021年1月17日）
- 洋子の演歌一直線（テレビ東京）（2021年1月17日）
- バイキング！（フジテレビ）（2021年9月2日）
- はやウタ（NHK総合）（2021年12月19日）
- 出没！アド街ック天国（テレビ東京）（2021年12月25日）

### 舞台
・「SCORE!! ～Musical High School～」（2021年7月24日・25日）

### メンバー個人出演
- Love or Delete（ABEMA）（石橋拓也 出演）（2020年5月）
- パネルクイズ アタック25（朝日放送テレビ）（田井裕一 出演）（2021年2月21日）